# Gazeta Lecka
Gazeta Lecka. Prawdziwy Przyjaciel Ludu – tygodnik (w ostatnim roku ukazywał się 2 razy w tygodniu) wydawany frakturą w latach 1875–1892 w Lecu (ob. Giżycko). 
Mazurskie pismo ludowe redagowane przez Marcina Giersza (Gerssa), prawie w całości wypełnione jego twórczością, głównie tłumaczoną z języka niemieckiego. Gazeta była o profilu lojalnym wobec państwa niemieckiego i cesarza. Przyczyniła się do popularyzowania języka i piśmiennictwa polskiego, a po części historii Polski, po roku 1880 zamieszczała utwory pisarzy polskich (J. Kochanowskiego, I. Krasickiego, F. Karpińskiego, J. I. Kraszewskiego), artykuły o wybitnych Polakach. W 1875 roku w "Gazecie Leckiej" ukazała się w odcinkach pierwsza mazurska powieść historyczna Jest Bóg! autorstwa Marcina Gerssa. 

## W gazecie publikowali
- Samuel Donder (zm. po 1914 r.)[3]
- Marcin Gerss (Giersz) (ur. 23.X. 1808 r. w Kowalkach, pow. Gołdap – zm. 25.III. 1895 r. w  Lecu (dzisiejsze Giżycko)[3]
- Jan Luśtych[3]